# Jermayo
Jermayo is een Belgische producent van sauzen, salades en culinaire gerechten uit Lier.

## Geschiedenis
Jermayo werd in 1953 opgericht door vleeswarengrossier Jérôme Van de Velde. Hij vestigde zich in een pand op de Herentalsebaan in Deurne en specialiseerde zich in boerenkop en beuling. In 1961 lanceerde hij een op mayonaise gebaseerde saus om ‘preparé’ te bereiden. Door zijn uitvinding moesten beenhouwers slechts vlees toevoegen aan de saus om ‘preparé’ te verkrijgen, daar waar ze voorheen zelf aangewezen waren op een arbeidsintensieve bereiding met uitjes, kappertjes en peterselie. De preparé saus van Jermayo vond zijn weg naar nagenoeg alle slagers uit Antwerpen, Oost- en West-Vlaanderen, om ten slotte de grens over te steken naar Nederland en Frankrijk. Naast de preparé saus begon Jérôme Van de Velde in de jaren zestig ook met de productie van vis-, kip- en vleessalades.

## Naamgeving
Jermayo is een samentrekking van JER(ôme), de oprichter, en het woord MAYO(naise).

## Verdere uitbreiding
De broers Harry en Patrick Van de Velde verhuisden de fabriek in 1972 naar een groter pand, eveneens op de Herentalsebaan in Deurne. In 1977 verhuisde de fabriek opnieuw naar een groter pand, ditmaal in Wijnegem. In de vernieuwde fabriek werd een nieuw gamma kooksauzen geproduceerd zoals onder meer een tomatensaus geschikt voor balletjesgerechten, naast een champignonsaus en een zigeunersaus.

## Lier
Op zoek naar meer productiecapaciteit verhuisde Jermayo opnieuw in 1989, ditmaal naar Lier. Er werd een nieuwe fabriek gebouwd van 5200m2, waarvan een helft voorzien werd voor productie en de andere helft voor gekoelde opslag. In 2006 werd er 4200 m2 fabrieksruimte bijgebouwd.

## Gamma
Jermayo produceert sinds de jaren 2010 een 600-tal producten zowel onder private label als onder eigen merk. De producten worden uitsluitend geleverd aan grootwarenhuisketens, voedingsproducenten, groothandelaars voor slagers, restaurants, traiteurs, hotels en broodjeszaken, dit voornamelijk in de Benelux en Frankrijk.

## Opvolging
Jermayo is een familiebedrijf en wordt sinds de jaren 2000 geleid door de derde generatie. Het is de grootste sauzenproducent van Lier en omstreken.